# 蒙塔奎拉
蒙塔奎拉（義大利語：Montaquila），是意大利伊塞尔尼亚省的一个市镇。总面积25平方公里，人口2502人，人口密度100.1人/平方公里（2009年）。ISTAT代码为094028。